# Ax-les-Thermes
Ax-les-Thermes je lázeňské letovisko na jihu Francie v departementu Ariège.
Městečko je postaveno na soutoku řek Ariège, Lauze a Oriège a pochází již z dob Římanů. Počátek lázeňství se zde datuje již do 13. století, kdy zde byl křižácký lazaret a kolonie malomocných, z nichž se do dnešní doby zachovala pouze „nádrž malomocných“ (fr. Bassin des Ladres). Ve městě i okolí je mnoho termálních pramenů.

## Geografie
Sousední obce: Ignaux, Orgeix, Savignac-les-Ormeaux a Mérens-les-Vals.

## Vývoj počtu obyvatel
Počet obyvatel

## Partnerská města
- Palafolls, Španělsko
- Poppi, Itálie